# The Remix Album (All Saints album)
The Remix Album er et remixalbum af den britiske pigegruppe All Saints og det blev remixet af DJ'en Pete Tong. Det udkom i 1998 efter succesen med deres selvbetitlede debutalbum, og den indeholder remix af sangene fra dette album, hvoraf de fleste ikke havde været udgivet før.

## Spor
| #   | Titel                                                           | Længde |
| --- | --------------------------------------------------------------- | ------ |
| 1.  | "Never Ever" (All Star Remix)                                   | 3:59   |
| 2.  | "Bootie Call" (Krazee Alley Mix)                                | 4:37   |
| 3.  | "I Know Where It's At" (Groovy Mix)                             | 4:20   |
| 4.  | "Under the Bridge" (Ignorants Remix featuring Jean Paul e.s.q.) | 4:47   |
| 5.  | "Lady Marmalade" (Timbaland Remix)                              | 3:38   |
| 6.  | "Bootie Call" (Bugcity and Hayne's/Bump 'n' Bounce mix)         | 4:11   |
| 7.  | "War of Nerves" (Ganja Kru Remix)                               | 5:22   |
| 8.  | "Bootie Call" (Dreem Teem Vocal)                                | 5:46   |
| 9.  | "Bootie Call" (Club Asylum - Boogie Punk Dub)                   | 3:29   |
| 10. | "Never Ever" (Booker T's Vocal Mix)                             | 5:44   |
| 11. | "Never Ever" (Booker T's Up North Dub)                          | 5:30   |
| 12. | "I Know Where It's At" (Nu Birth Riddum Dub)                    | 5:14   |
| 13. | "Lady Marmalade" (Mark!'s Wrecked Dub)                          | 5:34   |
| 14. | "Lady Marmalade" (Sharp South Park Vocal Remix)                 | 5:10   |
| 15. | "Lady Marmalade" (Sharp's Trade Lite Dub)                       | 2:46   |

- På tidlige udgaver af albummet, var Timbalands navn ved en fejl skrevet som Timberland.

## Hitlister
| Hitliste (1998) | Placering |
| --------------- | --------- |
| UK Albums Chart | 104       |